# Fåbandad vårmygga
Fåbandad vårmygga (Culiseta alaskaensis), är en tvåvingeart som först beskrevs av Frank Ludlow 1906.  Culiseta alaskaensis ingår i släktet Culiseta och familjen stickmyggor. Arten är reproducerande i Sverige. Inga underarter finns listade i Catalogue of Life.